# Zeeuws spek
Zeeuws spek is een Zeeuws streekgerecht. De basis is een stuk doorregen spek zonder zwoerd. 
De ouderwetse variant werd zachtjes gaargekookt met zout, peper, laurier of andere beschikbare kruiden. De slagers verkopen tegenwoordig onder deze naam een stuk spek dat wordt gemarineerd in een mengsel van olie, mosterd, sojasaus, ui, paprika, knoflook en peper en vervolgens gegrild of geroosterd. Het moderne Zeeuws spek heeft daardoor een kenmerkende smaak die doorgaans als barbecuesmaak wordt gekarakteriseerd.
Het ouderwetse Zeeuws spek werd gegeten op bruinbrood zonder boter en met mosterd. Zeeuws spek wordt tegenwoordig gegeten als borrelhapje, als broodbeleg, of als vleesgerecht bij bijvoorbeeld hutspot.